# Guillaume Lecointre
Pour les articles homonymes, voir Lecointre.
Guillaume Lecointre, né le 28 février 1964, est un zoologiste et systématicien français.

## Biographie
En 1993, il obtient son doctorat pour une thèse portant sur l'« Étude de l'impact de l'échantillonnage des espèces et de la longueur des séquences sur la robustesse des phylogénies moléculaires : implications sur la phylogénie des téléostéens » à l'université Paris-Diderot. En 1998 auprès de la même université, il obtient son habilitation à diriger des recherches à la suite de sa thèse sur « les rapports entre l’homoplasie et l'incongruence des caractères en reconstruction phylogénétique ».

## Carrière
Professeur du Muséum national d'histoire naturelle, où il a dirigé l'école doctorale ED 227 entre 2005 et 2009 puis le département Systématique et Évolution entre 2008 et 2016, il est conseiller scientifique du président Bruno David de 2015 à 2023. Chercheur en systématique (science des classifications) et en zoologie, Guillaume Lecointre travaille notamment à l'amélioration et à l'exploration des propriétés des méthodes de construction de phylogénies, et à leur application aux poissons téléostéens, à partir de données anatomiques comme de données moléculaires. Il travaille aussi à l'exportation de ces méthodes à d'autres champs scientifiques que celui de la zoologie, par exemple en ethnomusicologie, en biochimie, en histoire des sciences, en évo-dévo, etc.
Il participe depuis 1990 à l'amélioration de l'enseignement en sciences des classifications, à tous les niveaux scolaires, par des livres et des formations d'enseignants. Son ouvrage Classification phylogénétique du vivant, coécrit avec Hervé Le Guyader, a contribué à faire évoluer l'enseignement de la classification et a été traduit en trois langues.
Il était également entre 1995 et 2005 chroniqueur pour le journal Charlie Hebdo dans lequel il écrivait des articles de vulgarisation scientifique et, notamment, dénonçait les pseudo-sciences et le retour du spiritualisme en sciences.
Il tient actuellement une chronique dans le journal Espèces. Au total, il est l'auteur d'environ 600 articles de vulgarisation.

## Apports

### Contrat tacite du chercheur en sciences
Guillaume Lecointre s'inscrit dans la lignée des travaux de Pierre Bourdieu : « La profession des scientifiques a pour but collectif de produire des connaissances objectives sur le monde réel » (p. 102). Une nouvelle connaissance, dûment éditée, publiée dans un journal spécialisé à comité de relecture, doit être corroborée par au moins une équipe indépendante pour pouvoir faire partie du corpus des connaissances objectives. « Ce principe est valide pour toutes les sciences, histoire, sociologie, psychologie comprises. Toutes sont appelées à produire des discours à portée universelle parce qu'ils sont vérifiables » (p. 102).

#### Termes du contrat tacite
Guillaume Lecointre (p. 102-111) juge nécessaire de ré-expliciter les termes du contrat méthodologique tacite qui conditionne la possibilité de reproductibilité des expériences scientifiques : 
1. Scepticisme initial sur les faits,
2. Réalisme de principe,
3. Matérialisme méthodologique,
4. Rationalité [et logique].

### Matérialismes: scientifique, évolutionniste et émergentiste
La science ne peut expérimenter que sur cette partie du réel qui, lorsqu'on agit dessus, réagit : il s'agit de la matière. Sa condition est donc celle d'un matérialisme méthodologique. Guillaume Lecointre s'inscrit dans cette démarche en préfaçant l'Histoire des philosophies matérialistes de Pascal Charbonnat. Pour autant, le matérialisme scientifique moderne n'est pas réductionniste, mais émergentiste. Des scientifiques dans les domaines de la psychologie clinique, de la sociologie ou de l'histoire, par exemple, peuvent souscrire à un matérialisme méthodologique dans la mesure où ils n'ont pas besoin, pour expliquer les phénomènes, de faire appel à des entités ou des forces postulées a priori comme immatérielles.
Un collectif autour de Muriel Gargaud et Guillaume Lecointre réactualise le concept d'évolution en lien avec l'avancée des sciences, biologiques, neurosciences, écologie, politique, de gestion, etc. et à la lumière d'une nouvelle réflexion sur le concept d'émergence.

### Science face aux créationnismes
« Les créationnistes ne peuvent être scientifiques, car ils commettent de fréquentes entorses au contrat tacite énoncé ci-dessus [notamment au principe de parcimonie évoqué dans le § Rasoir d'Ockham ci-dessus] en guise de socle à toutes les sciences » (p. 111).
« Depuis la charnière XVIIe – XVIIIe siècles, nos inférences et hypothèses doivent faire référence à des entités que nous pourrons appréhender expérimentalement, tout de suite, ou à terme ; donc des entités naturelles ; cela est la condition scientifique moderne » (p. 120) […] du « registre des savoirs qui sont du domaine public et donc potentiellement universels, dont la contestation doit être instruite et méthodologiquement caractérisée »(p. 125).
Beaucoup de personnes ignorent que : « les [différentes] sphères de l'espace public [donc celui de la science] décrites par Caroline Fourest […ne peuvent pas être confondues avec] la sphère du sens et de la symbolique des pouvoirs publics et la sphère de liberté maximale (la sphère privée) » (p. 125). « La validation croisée des résultats scientifiques est un espace laïque au sens français du terme, sans que, pour autant, nous ne nous formulions les choses comme cela. Nos options métaphysiques restent aux vestiaires de nos laboratoires et n'interviennent pas dans nos comptes rendus d'expériences » (p. 127).
Bruno Latour confie que « les conditions […] et le contrat tacite de] la recherche n'est pas au programme des formations scientifiques » (p. 93). Guillaume Lecointre pense qu'« il serait temps d'enseigner aux futurs chercheurs une explicitation de leur contrat tacite, autant dans ses attendus épistémologiques que dans ses composantes sociologique, économique et politique » (p. 129).

### Science sur les réseaux sociaux
Guillaume Lecointre critique l'anonymat et l'équivalence des contributions sur le Web et les réseaux sociaux, qui favorisent ainsi l'ultracrépidarianisme : à propos des débuts de Wikipédia, il estime dans Charlie Hebdo (2004) que « l'identification du signataire fait partie de l'information scientifique, puisqu'elle permet de retourner aux sources pour toute vérification et recoupement » et : « il vaut mieux un mauvais texte signé, plutôt qu'un texte moyen non signé. Les "ultralibéraux" et les "anarchistes" autoproclamés des encyclopédies libres récusent que des intellectuels puissent avoir pour tâche de délivrer gratuitement de la connaissance […] pour laquelle ils ont un haut degré d'expertise. Cela s'appelle les chercheurs payés par l'État ».

## Membre de sociétés scientifiques
- 1988 : Société française d'ichtyologie
- 1989 : Société française de systématique
- 1995 : Willi Hennig Society
- 1996 : Société zoologique de France
- 2009 : Comité scientifique et de parrainage de l'Association française pour l'information scientifique[13],[14]
- 2009 : Comité Laïcité République (CLR)

## Prix
- 1996 : Lauréat de la Société zoologique de France (Prix Gadeau-de-Kerville)
- 2006 : Lauréat de la Société zoologique de France (Prix Charles Bocquet)
- 2009 : Prix national de la laïcité du Comité Laïcité-République[15]
- 2012 : Prix de l'Union rationaliste[16]
- 2016 :  Chevalier de la Légion d'honneur

## Publications
- 1997 : Contribution à Pour Darwin, coordonné par Patrick Tort. Presses universitaires de France  (ISBN 2130489214)
- 2001 : Intrusions spiritualistes et impostures intellectuelles en sciences avec Jean Dubessy. Syllepse  (ISBN 2913165672)
- 2001 : Classification phylogénétique du vivant, première édition, avec Hervé Le Guyader. Belin  (ISBN 270112137X)
- 2002 : Contribution à Graines de sciences, (tome 4). Le Pommier  (ISBN 2746501023)
- 2002 : Classification phylogénétique du vivant, deuxième édition, avec Hervé Le Guyader. Belin  (ISBN 270112137X)
- 2004 : Comprendre et enseigner la classification du vivant avec Marie-Laure Bonnet, François Cariou, André Duco, Gérard Guillot, Claude Lebas, Patrick Mardelle et Eric Nicol. Belin  (ISBN 2701138965)
- 2004 : Les Matérialismes et leurs détracteurs avec Jean Dubessy et Marc Silberstein. Syllepse  (ISBN 2847970924)
- 2005 : Charlie ramène sa science avec Antonio Fischetti. Vuibert-Charlie Hebdo  (ISBN 2711771598)
- 2006 : Classification phylogénétique du vivant, troisième édition, revue et augmentée (tome 1), avec Hervé Le Guyader. Belin  (ISBN 2701142733) Une réimpression de ce 1er tome est parue en 2014. Le tome 2, voir plus bas, est paru en 2013.2009 : Collectif, Guide critique de l'évolution, sous la direction de Corinne Fortin, Guillaume Lecointre, Gérard Guillot, Marie-Laure Le Louarn-Bonnet. Belin  (ISBN 2701147972).
- 2012 : Les sciences face aux créationnismes : Ré-expliciter le contrat méthodologique des chercheurs, Versailles, éditions Quae, 2011, 172 p. (ISBN 978-2-7592-1686-4, lire en ligne).
- 2012 : Dossier « Systématique : réorganiser le vivant ». pp. 25-53 dans Biofutur n° 328.
- 2013 : Classification phylogénétique du vivant, troisième édition, revue et augmentée (tome 2), avec Hervé Le Guyader. Belin  (ISBN 978-2-7011-3456-7)
- 2014 : L'Évolution, question d'actualité ? Éditions Quae  (ISBN 978-2-7592-2251-3)
- 2015 : Descendons-nous de Darwin ? Le Pommier  (ISBN 978-2746510463)
- 2015 :  Le Monde de Darwin avec Patrick Tort. La Martinière -  La Cité des sciences.
- 2016 : Classification phylogénétique du vivant, quatrième édition, revue et augmentée (tome 1), avec Hervé Le Guyader. Belin  (ISBN 978-2-7011-8294-0)
- 2017 : Classification phylogénétique du vivant, quatrième édition, revue et augmentée (tome 2), avec Hervé Le Guyader. Belin  (ISBN 978-2-410-00385-7)
- 2018 : Savoirs, Opinions, Croyances. Une réponse laïque et didactique aux contestations de la science en classe. Belin, Paris.
- 2019 : Le fait en question avec Sarah Proust. Co-édition MNHN-L’Aube-Fondation Jean Jaurès, 134 pp.
- 2020 : Muséum Folie. Éditions du Muséum national d’Histoire naturelle.
- 2021 : Aux frontières de l’Humain avec Frédérique Chlous et Évelyne Heyer. Éditions du Muséum national d’Histoire naturelle.
- 2021 : Guide critique de l’Évolution avec Marie-Laure Le Louarn-Bonnet, Gérard Guillot et Corinne Fortin. Seconde édition revue et augmentée. Belin-éducation.
- 2022 : Quel avenir pour le vivant ? avec Gilbert Haffner, Éditions du Muséum national d’Histoire naturelle, Grand Orient de France & éditions de l’Aube.
- 2022: Le Monde Vivant avec Bruno David. Grasset-France Culture-MNHN.
- 2023 : Démystifier le vivant : 36 métaphores à ne plus utiliser, avec Annabelle Kremer-Lecointre et Arnaud Rafaelian (illustrateur). Belin  (ISBN 9791035824112).
- 2023 : Muséum 2080, nouvelles fantastiques imaginant plusieurs futurs possibles pour le Muséum : dans l'un il laisse place à un parc de loisirs privé à l'américaine, dans un autre on découvre de curieuses reliques de Buffon, dans un troisième un contact avec des formes de vie extraterrestres permet de cloner dans l'avenir Georges Cuvier à partir de l'une de ses dents. Antidata  (ISBN 9782919285365).
- 2023: Le Monde Vivant 2 avec Bruno David. Grasset-France Culture-MNHN.
- 2023 : L'évolution, question d'actualité ? Nouvelle édition augmentée, éditions Quae, Versailles, 136 p.

- 2024 : Petit traité d'anatomie superflue. L'évolution à travers notre corps.Delachaux et Niestlé
- 2025 : Les coups de théâtre de l'évolution, éditions Quae, Versailles, 150 p.

## Contributions
- 2009 : Collectif, Les Mondes darwiniens, l'évolution de l'évolution, sous la dir. de Thomas Heams, Philippe Hunemam, Guillaume Lecointre, Marc Silberstein, Syllepse Une édition revue et augmentée est parue aux éditions Matériologiques, 2011.2012 : Collectif, L'homme peut-il s'adapter à lui-même ?, éditions Quae, 188 p. sous la direction de Jean-François Toussaint, Bernard Swynghedauw, Gilles Boeuf
- 2014 : Collectif, Apparenter la pensée ? Vers une phylogénie des concepts savants, sous la dir. de Pascal Charbonnat, Mahé Ben Hamed et Guillaume Lecointre, éditions Matériologiques
- 2015 : Collectif, sous la dir. de Muriel Gargaud & Guillaume Lecointre, L'Évolution : de l'univers aux sociétés, Paris, éditions Matériologiques, coll. « Sciences & philosophie », 2015, 502 p. (ISBN 978-2-37361-031-4) Ouvrage collectif mêlant interdisciplinarité, pluridisciplinarité et transdisciplinarité « pour saisir les objets soumis à évolution ».
- 2017 : Luc Abbadie, Gilles Bœuf, Allain Bougrain-Dubourg, Claudine Cohen, Bruno David, Philippe Descola, Françoise Gaill, Jean Gayon, Thierry Hoquet, Philippe Janvier, Yvon Le Maho, Guillaume Lecointre, Valérie Masson-Delmotte, Armand de Ricqlès, Philippe Taquet, Stéphanie Thiébault et Frédérique Viard, Manifeste du Muséum : quel futur sans nature ?, Paris, Reliefs/MNHN, 2017, 80 p. (ISBN 978-2-85653-811-1, lire en ligne)
- 2017 : Diderot, l’Humain et la Science avec François Pépin, éditions Matériologiques